# Peter Ramsey
Peter A. Ramsey (Crenshaw, Los Angeles, 1963) é um cineasta, ilustrador e escritor americano. Como reconhecimento, foi nomeado ao Óscar 2019 na categoria de Melhor Filme de Animação por Spider-Man: Into the Spider-Verse (2018).